# Satoni Gourma
Satoni Gourma ist ein Dorf in der Landgemeinde Méhana in Niger.

## Geographie
Das von einem traditionellen Ortsvorsteher (chef traditionnel) geleitete Dorf liegt am rechten Ufer des Flusses Niger. Es befindet sich rund sieben Kilometer nordwestlich des Hauptorts Méhana der gleichnamigen Landgemeinde, die zum Departement Téra in der Region Tillabéri gehört. Zu den Nachbarsiedlungen von Satoni Gourma zählen Tchébi Béro und Tchébi Keyna im Nordwesten sowie Bandabaré im Süden.
Es herrscht das Klima der Sahelzone vor, mit einer durchschnittlichen jährlichen Niederschlagsmenge zwischen 300 und 400 mm.

## Bevölkerung
Bei der Volkszählung 2001 hatte Satoni Gourma 402 Einwohner, die in 63 Haushalten lebten. Bei der Volkszählung 1988 betrug die Einwohnerzahl 1142 in 127 Haushalten.

## Wirtschaft und Infrastruktur
Es gibt eine Schule im Dorf.